# Фишер, Людвиг (певец)
Лю́двиг Фи́шер (нем. Ludwig Franz Josef Fischer; (18 августа 1745, Майнц — 10 июля 1825, Берлин) — немецкий оперный певец, один из знаменитых басов своего времени.

## Биография
Родился в семье торговца мукой, рано (в 1753) потерял отца. С 10 лет учился в школе иезуитов, где проявился его благозвучный голос в диапазоне меццо-сопрано, перешедший в 1761 г. в тенор и в 1763 г. — в бас, с которым он был принят в капеллу Эммериха Йозефа, курфюрста Майнца.
Впервые выступил на сцене в 1767 г. В 1776—1780 годах пел в Мюнхенском придворном театре, в 1780—1783 — в Национальном театре Вены. В 1783—1784 годах выступал в Париже (преимущественно как концертный певец), в 1784—1785 предпринял турне по Италии (Неаполь, Рим, Флоренция, Милан, Венеция). В 1785 г. был приглашён в Германию князем Максимилианом Турн-и-Таксис. В 1788 г. И. Ф. Рейхардт ангажировал его в итальянскую оперу в Берлине, где после первого выступления король предложил ему пожизненную должность с содержанием в 2000 талеров. Как писал Луи Шнайдер, восхищение жителей Берлина, услышавших на сцене настоящий бас, было бесконечным.
С 1812 года выступал весьма редко. В 1815 г. вышел на пенсию.

### Семья
Жена (с 1779) — Барбара (урожд. Штрассер, нем. Barbara Strasser; 1758, Мангейм — после 1789), певица; придворная певица курфюршества Пфальц (1774—1779).
Дети:
- Йозеф[нем.] (нем. Anton Joseph Fischer; 1780, Вена — 9.10.1862, Мангейм) — певец, импресарио, композитор.
- Жозефа (в замужестве нем. Josepha Fischer-Vernier; 1782, Вена — 1854, Мангейм) — оперная певица; оставив сцену, в 1835 г. основала в Вене музыкальную школу для девочек. Её дочери Фридерика (ум. в феврале 1877) и Жозефина (ум. 16.8.1856) в 1830-е годы работали актрисами в Мангейме.
- Вильгельмина (1785, Вена — ?) — певица, выступала в Граце, затем в Штутгартском придворном театре; в 1822 г. оставила сцену, выйдя замуж за барона фон Вельдена; жила в замке Möhringen близ Штутгарта.

Приёмная дочь Анна (в замужестве нем. Anna Fischer-Maraffa; 1802, Ансбах — 20.10.1866, Мангейм) — дочь штутгартского придворного актёра Мидтке (нем. Miedtcke); после смерти родителей в 1804 году удочерена Йозефом Фишером, который обучил её искусству пения. С успехом выступала в Париже, Италии, Испании.

## Творчество
Обладал полным, подвижным голосом широкого диапазона (D → a¹).
В числе исполненных ролей отмечают:
- Бренн в одноимённой опере[нем.] И. Ф. Рейхардта
- Аксур в одноимённой опере А. Сальери
- Озроес — «Смерть Семирамиды» Ф. Г. Химмеля
- Осмин — «Похищение из сераля» В. А. Моцарта (партия написана Моцартом специально для Л. Фишера, который исполнял её на премьере 16.7.1782)